# Ermita de Sant Antoni (Vilafermosa)
L'ermita de Sant Antoni Abat a Vilafermosa, a la comarca de l'Alt Millars a Castelló, és un lloc de culte declarat de manera genèrica Bé de Rellevància Local, en la categoria de Monument d'interès local, segons la Disposició Addicional Cinquena de la Llei 5/2007, de 9 de febrer, de la Generalitat, de modificació de la Llei 4/1998, d'11 de juny, del Patrimoni Cultural Valencià (DOCV Núm. 5.449 / 13/02/2007)
L'ermita se situa a la part alta d'un turó (localitzat als afores del poble direcció Puertomingalvo) envoltat per la carretera mitjançant la qual s'accedeix a l'ermita.

## Descripció
Es creu que l'edifici data de finals del segle xiii o principis del xiv, malgrat que en la façana apareix la data 1812, aquesta es considera que ha de fer referència a una intervenció posterior. Presenta planta rectangular (amb unes mesures interiors de 23 metres de longitud i 6,50 metres d'amplària), a la qual se li annexiona la casa de l'ermità, que comparteix el tipus de sostre de l'ermita, de teules a dues aigües. Presenta una sola nau amb cor alt i sagristia.
Externament és molt sòbria i actualment el seu aspecte exterior mostra una capa de pintura blanca que impedeix veure els materials constructius originals.
L'accés al temple es realitza mitjançant una rampa que arriba fins a la porta que se situa en una façana lateral, que presenta un atri amb quatre arcs de mig punt, i teulada en la qual s'alça una espadanya d'una única campana.
Interiorment té una sostrada de fusta suportada per quatre arcs apuntats i un de mig punt, que és el que dona accés al presbiteri. En l'altar es pot contemplar la imatge, moderna, del Sant amb el típic porquet als seus peus.
Les festes en honor del sant se celebren el 17 de gener, però la majoria dels actes es realitzen en el cap de setmana més proper a aquesta celebració, podent-se destacar entre els actes: el Bou embolat, la benedicció d'animals, la crema de la monumental foguera que es forma en una de places del poble, la processó des del poble fins a l'ermita, o la subhasta vespertina a la plaça de l'Ajuntament.